# جوليان دوريه
جوليان دوريه (بالفرنسية: Julien Doré)‏ هو مغن مؤلف وملحن وممثل فرنسي، ولد في 7 يوليو 1982 في أليس (فرنسا) في فرنسا.

## وصلات خارجية
- الموقع الرسمي
- جوليان دوريه على موقع IMDb (الإنجليزية)
- جوليان دوريه على موقع ألو سيني (الفرنسية)
- جوليان دوريه على موقع ميوزك برينز (الإنجليزية)
- جوليان دوريه على موقع أول موفي (الإنجليزية)
- جوليان دوريه على موقع أول ميوزيك (الإنجليزية)
- جوليان دوريه على موقع ديسكوغز (الإنجليزية)
- جوليان دوريه على موقع قاعدة بيانات الفيلم (الإنجليزية)
- جوليان دوريه على موقع كينوبويسك (الروسية)